# Biopsja wątroby

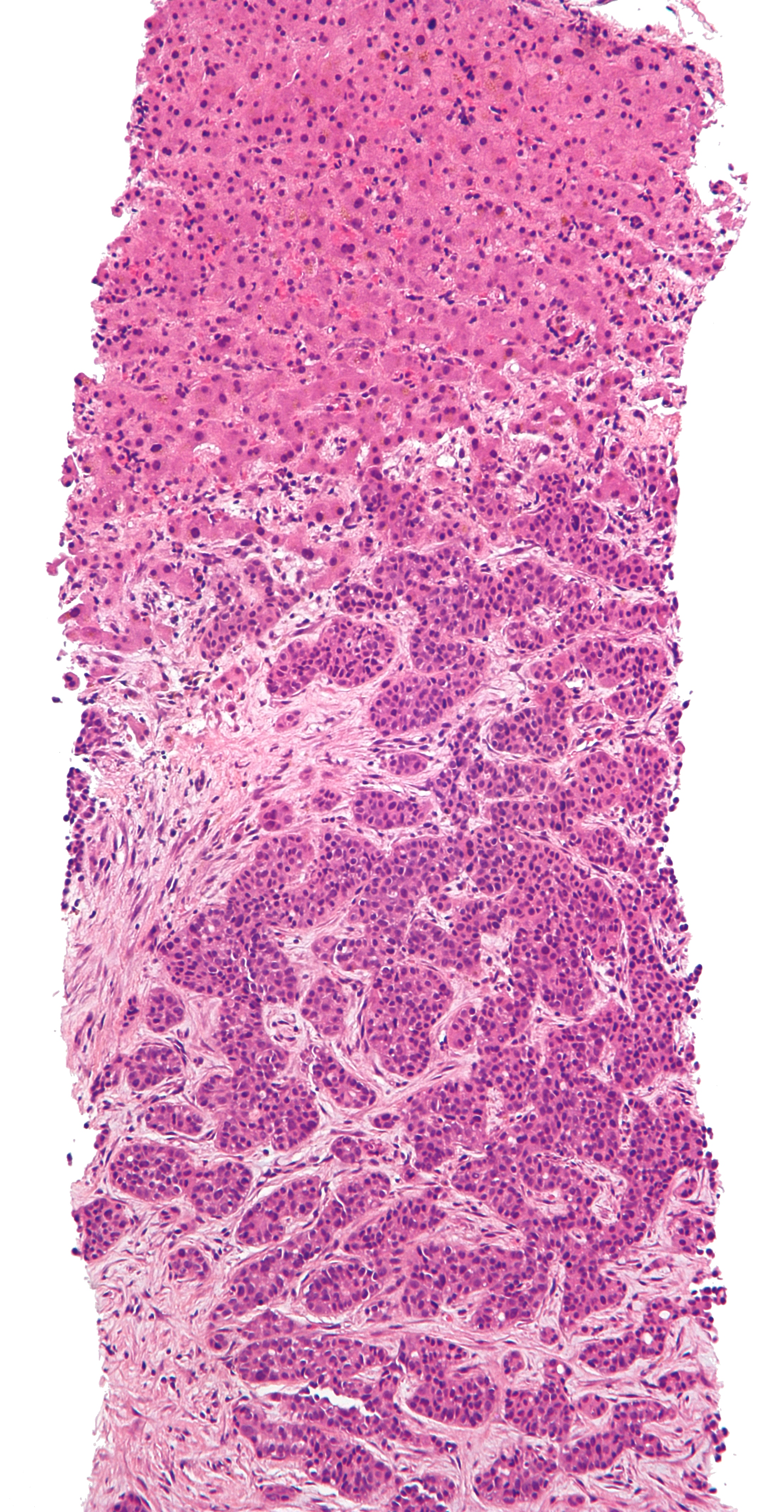
Mikrofotografia bioptatu wątroby. Na zdjęciu widać gruczolakoraka.

Biopsja wątroby – badanie medyczne, który wykonuje się w celu rozpoznania chorób wątroby, oceny stopnia zaawansowania chorób wątroby i monitorowania postępów leczenia.

## Historia
Pierwsza biopsja wątroby została przeprowadzona przez Niemca Paula Ehrilcha w roku 1883. 

## Typy biopsji wątroby
- Biopsja wątroby pod kontrolą USG
- Biopsja laparoskopowa
- Biopsja wątroby pod kontrolą tomografii komputerowej
- Biopsja śródoperacyjna

## Wskazania
Biopsję wątroby często wykonuje się, w celu zdiagnozowania chorób wątroby (żółtaczki czy marskości). Test można wykonywać również przy podejrzeniu uszkodzeń toksycznych wątroby.

## Powikłania
Powikłania po biopsji wątroby występują rzadko. Najczęściej występują: czkawka, krwotok wewnętrzny, odma śródpiersia czy przebicie płata wątroby.